# Петровдан
Петровдан је празник када се славе и Петар и Павле, јер су пострадали на исти дан црквени и народни празник посвећен светим апостолима Петру и Павлу, који се слави 29. јуна по јулијанском календару (12. јул по грегоријанском). Петровдан је један од 15 највећих хришћанских празника а посвећен је светим апостолима Петру и Павлу, првим проповедницима хришћанства и најближим ученицима Исуса Христа.

## Св. ап. Петар и Павле
Црква нас на значај Светих славних и свехвалних Апостола најопитније подсећа кроз празнике који су установљени у њихову славу и част. Поред сабора дванаесторице и сабора седамдесеторице Апостола, у току богослужбене године савршавамо и молитвене спомене на свакога од Светих Апостола појединачно. Посебно место међу апостолским празницима заузима празник Светих првоврховних Апостола Петра и Павла, празник који је у нашем народу познатији под називом Петровдан. По сведочењу многобројних црквених извора, празновање Светих првоврховних Апостола Петра и Павла у Цркви је присутно од самих почетака, тачније речено присутно је непосредно након упокојења ова два ватрена проповедника еванђелске речи Божје. Свети Апостол Павле у својој посланици Јеврејима богомудро саветује хришћане да се свагда са љубављу и побожношћу молитвено сећају својих учитеља у вери и оних који су им надахнути Духом Светим проповедали реч Спасења. Древни хришћани имајући у свом уму ову апостолску поуку, веома рано почињу да прослављају молитвени спомен на своје учитеље првоврховне апостоле Петра и Павла. Ово древно празновање Светих Апостола Петра и Павла није увек савршавано у исти дан. Наиме, постоје многобројна сведочанства о прослављању Светих апостола Петра и Павла и по некима њихов спомен је савршаван након празника Рождества Христовог, по некима недељу дана након епифаније, док Свети Софроније јерусалимски сведочи да су апостоли Петар и Павле прослављали у четврти дан после празника Рождества Христовог. Овом празнику претходи Пост у част Светих Апостола који је у нашем благочестивом народу познат и као Петровдански или Апостолски пост..

## Обичаји код Срба
Петровдан је сматран за календарску границу у години: после њега у природи наступају промене, које указују на приближавање јесени (народни календар). По руским веровањима, на Петровдан је тобоже св. Петар «попљувао» лишће, па се стога после тог дана више не кувају траве и биљке, не ломе се гране за метле. Бугари су веровали да после Петровдана време бива хладније, да се Сунце окреће зими, да птице престају да певају, а трава да расте. У неким руским обредима на Петровдан одразиле су се представе о овом празнику као календарском врху године. Тако су у јужноруским губернијама људи одлазили у освит зоре на Петровдан да «чувају Сунце», тј. да гледају како оно на изласку «игра», преливајући се у разним бојама.
Код Срба постоји обичај да се уочи овог великог празника пале лиле, које се праве од младе коре дивље трешње или брезе. Обично се то ради на местима где се народ окупља, на трговима, раскршћима и у томе учествују деца и омладина. Паљење ватре и лила симболише на она времена када су христоборни цареви прогонили и мучили хришћане, везујући их за дрвене стубове, натапајући их смолом и палећи их. Њихова тела су тада горела као буктиње, осветљавајући тргове као данас симболичне ватре и лиле. У Хомољу и Звижду је о Петровдану и неким другим празницима постојао обичај да се пале велике ватре зване привјег за оне који су умрли без свеће.